# Pepa Plana
Pepa Plana i Llort, conocida artísticamente como Pepa Plana (Valls, 2 de mayo de 1965) es una actriz y payasa española, considerada una referente en España y Europa del género de payaso femenino. Fue galardonada en 2014 con el Premio Nacional de Cultura de Cataluña,  en 2022 con el Premio Nacional de Circo del Ministerio de Cultura de España, y en 2024 con la Creu de Sant Jordi que otorga la Generalidad de Cataluña. Es conocida por ser la co-fundadora y directora del Festival Internacional de Payasas de Andorra, por su participación en Amaluna, una producción del Cirque du Soleil, y por su trabajo con la ONG Payasos Sin Fronteras.

## Trayectoria
Plana estudió en la Escuela de Arte Dramático José Yxart de Tarragona y en el Instituto del Teatro de Barcelona, donde se licenció en Arte Dramático en 1989. Durante sus primeros años como actriz actuó en la compañía Sandimay de Turquía, y en 1992 fundó la Compañía Pretérito Perfecto, con la creó sus primeras obras y realizó diferentes giras por España.
En 1998 fundó la Compañía Pepa Plana, con foco en el trabajo del género del clown para el público adulto. Estrenó su primer espectáculo, De Pe a Pa, en la Feria de Tárrega, que luego se presentó durante ocho meses en la Sala Muntaner de Barcelona, sumando unas 250 funciones. Este espectáculo recibió el Premio FAD Sebastià Gasch en 1999.
Más tarde, en el 2000, creó el espectáculo de comedia Giulietta, basado en Romeo y Julieta, obra de William Shakespeare y cuyo nombre hace referencia a la actriz italiana Giulietta Masina. Se estrenó en el IX Festival Internacional de Pallassos de Cornellá, Memorial a Charlie Rivel, donde fue reconocido con una mención honorífica; y, también con un Premio ARC en la categoría circo en el año 2004. Plana realizó unas 300 actuaciones de esta obra. En 2004 estrenó Hatzàrdia en la Feria de Circo Trapezi; además, creó una versión de pequeño formato de esta misma pieza, llamada L'atzar.
Años después, en 2010, creó Penèlope, una adaptación original al género del payaso sobre la Odisea de Homero, bajo la dirección de la payasa y mimo australiana, Nola Rae. y que se estrenó en enero de ese mismo año, en el Festival Pallassòdrom de Vilaseca. Creó en 2011 Èxode, una pieza en la que compartió escena con los payasos Joan Montanyès "Monti" y Joan Valentí "Nan", en la que mostraban la dureza de las grandes migraciones por razones políticas y económicas.
Plana se unió en 2012 y durante más de año y medio al elenco de Amaluna, una de las producciones del Cirque du Soleil, en el que participó en el proceso creativo y actuó como payasa, realizando más de 500 funciones ante unos 2000 espectadores por función, en Canadá y Estados Unidos.
De vuelta en España, realizó en 2014 la pieza en formato de calle, junto al también payaso catalán Toti Toronell, llamado, Despistats. En 2016 estrenó Paradís Pintat en el Festival Griego de Barcelona, y en 2017 presentó Suite, otra pieza en formato de calle. En la 18.ª edición del Festival Internacional de Payasos de Cornellá, que se celebró en 2018, Plana estrenó Veus que no veus, una obra a dúo con la actriz y payasa, Noël Olivé, en la que reivindica la importancia de la existencia del clown femenino. En 2022, en la Fundación Brossa de Barcelona, mostró por primera vez el trabajo, Si tu te'n vas, un espectáculo de trío junto a los payasos, Lola González y Joan Valentí "Nan", en el que abordan el tema de los refugiados y la brecha de género de las mujeres.
Por otro lado, Plana apareció en 2009 en Zapatos nuevos. Payasos de hoy en Europa, un cortometraje dirigido por el payaso español Brian Rodríguez Wood y producido por Javier Salinas, junto a otras figuras del mundo del clown como: Johnny Melville, Gardi Hutter, Leo Bassi, Jango Edwards, Carlo Colombaioni, Virginia Imaz, Slava Polunin, Joan Montanyès i Martínez, Philippe Gaulier o Buffo; que tuvo 4 nominaciones a los Premios Goya 2010. En 2010 actuó en la serie de televisión La Sagrada Familia emitida por TV3, y en A Fool's Idea.
Durante su carrera, Plana ha tenido como referentes a las payasas Gardi Hutter, Virginia Imaz o Laura Herts. Su obra destaca por servir como medio de denuncia social, poniendo en valor el rol de las payasas, la comicidad de las mujeres y los espectáculos de payasos dirigidos a un público adulto, así como visibilizar el tema de los refugiados y el trauma de las guerras. Ha realizado numerosas giras y ha actuado en diferentes festivales y encuentros de payasos y circo en España, Europa y América Latina. Participó también, en el Festival de Leyendas de Cataluña de 2017, con Pepa, prou!, una pieza única creada para este evento, en 2020, en el Festival Internacional de Clown: The man, the myth and the legend, promovido por Jango Edwards, así como en diferentes ediciones del Festival de Payasas del Circ Cric, Clownbaret, o de la Feria de Circo Trapezi. Además, ha formado parte del jurado de premios del sector circense.

### Festival Internacional de Payasas de Andorra
Plana fue cofundadora junto a Tortell Poltrona del Festival Internacional de Payasas de Andorra, y fue su directora desde su arranque en 2001. Este festival bianual, fue el primer evento del mundo que unió comicidad exclusivamente femenina. Se realizó desde 2001 hasta 2009, cuando fue cancelado por el Gobierno de Andorra. Una década después, en 2018, se realizó una nueva edición, con el compromiso del gobierno de mantenerlo y Plana retomó su posición de directora artística.
Durante la edición del Festival Internacional de Payasas de Andorra del año 2005, se realizó un evento en el cierre para apoyar la campaña para solicitar a la UNESCO que la risa se convirtiera en Patrimonio de la Humanidad, impulsada por Payasos Sin Fronteras.

### Payasos Sin Fronteras
También ha formado parte de la ONG Payasos Sin Fronteras como artista actuando en expediciones de campo en países en situación de conflicto o crisis humanitaria, en galas benéficas de recaudación de fondos, y, como miembro directivo. En 2016, Plana fue nombrada coordinadora de la sede de Tarragona.

## Obra
- 1998 - De Pe a Pa.[16]
- 2000 - Giulietta.[17]
- 2004 - Hatzàrdia.[23]
- 2004 - L'atzar.[22]
- 2010 - Penèlope.[24]
- 2011 - Èxode.[87][88]
- 2012 - Amaluna.[10]
- 2014 - Despistats.[37][38]
- 2016 - Paradís Pintat.[4][89]
- 2017 - Suite.[41][58][90]
- 2018 - Veus que no veus.[91][92]
- 2022 - Si tu te'n vas.[93][94][95]

## Premios y reconocimientos

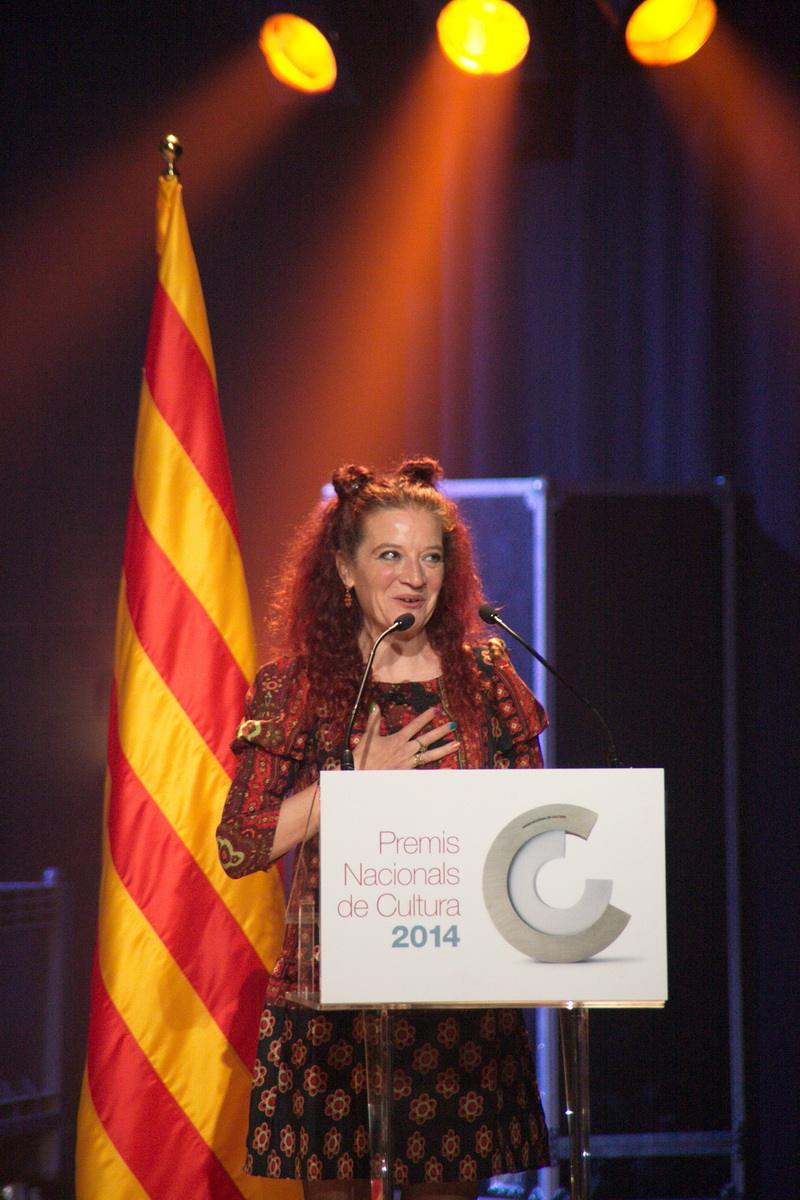
Pepa Plana recibiendo el Premio Nacional de Cultura de Cataluña (2014)

- 1999 - Aplaudiments de los Premios FAD Sebastià Gasch, por De Pe a Pa.[96]
- 2000 - Mención Honorífica por el espectáculo Giulietta, en el IX Festival Internacional de Payasos de Cornellá, Memorial a Charlie Rivel.[1]
- 2004 - Premio ARC en la categoría Circo, por Giulietta.[1]
- 2010 - Premios Zirkólika, en la categoría de Premio del Público, por Penèlope.[97]
- 2011 - Premio Sabatot Alegre, 9a Setmana del Pallasso, Castellar del Vallés.[1]
- 2013 - Premio Payaso del año, en la Feria del Clown de Vilanova de la Muga.[98]
- 2014 - Premio Nacional de Cultura, concedido por la Generalidad de Cataluña, «por su singularidad y su trayectoria nacional e internacional».[5][28][99]
- 2017 - Premio Zirkólika, en la categoría de Mejor Espectáculo de Sala o Carpa, por Paradís Pintat.[100][101]
- 2019 - Premio de la Asociación de Publicaciones Periódicas en Catalán, en la categoría Cultura.
- 2019 - Premio Zirkólika, en la categoría Mejor Espectáculo de Payasos o Payasas, por Veus que no veus.[102][103]
- 2022 - Premio Nacional de Circo, concedido por el Ministerio de Cultura de España, «por ser pionera en poner a la mujer en el foco de la creación circense y, concretamente, en el ámbito del payaso».[6][7][104]
- 2024 - Premio Nas d'Or, de la 20.ª edición del Festival Internacional de Payasos – Memorial Charlie Rivel de Cornellà de Llobregat, como reconocimiento a su trayectoria.[105][106]
- 2024 -  Creu de Sant Jordi, que otorga la Generalidad de Cataluña.[8]